# The Brain That Wouldn't Die
The Brain That Wouldn't Die, también conocida como The Head That Wouldn't Die, es una película de terror y ciencia ficción estadounidense de 1962 dirigida por Joseph Green y escrita por Green y Rex Carlton. La trama gira en torno a un científico loco que experimenta con partes humanas, manteniéndolas con vida con independencia del resto del cuerpo.
El hecho de que el distribuidor, American International Pictures, no incluyera información de derechos de autor en el intertítulo hizo que la película se convirtiera en dominio público en los Estados Unidos el día de su estreno.

## Trama
El Dr. Bill Cortner (Jason Evers) es un exitoso científico que mantiene una relación con su novia, Jan Compton (Virginia Leith). Luego que Jan muriera decapitada en un accidente automovilístico, el Dr. Cortner recoge su cabeza y corre a su laboratorio, donde la revive y se las arregla para mantenerla viva en una bandeja llena de líquido.
Cortner decide cometer asesinatos para obtener un cuerpo al que añadir la cabeza de su prometida. Mientras él busca un cuerpo adecuado, Jan planea matar al científico; dado que Cortner no la deja morir en paz, ella se comunica telepáticamente con un mutante encerrado en el laboratorio, diciéndole que mate al científico. Tras deshacerse del asistente del científico, el mutante escapa de su celda y mata a Cortner, quien había vuelto al laboratorio con una joven inconsciente para usarla como el cuerpo de su novia. Mientras el laboratorio arde en llamas, el monstruo toma a la joven y la lleva a un lugar seguro. Jan, que continúa en el laboratorio, ve el cadáver de su novio y dice "te dije que me dejaras morir". A medida que la película funde en negro, Jan comienza a reír.

## Reparto
- Jason Evers como Dr. Bill Cortner
- Virginia Leith como Jan Compton.
- Anthony La Penna como Kurt.
- Adele Lamont como Doris Powell.
- Bonnie Sharie como Estríper rubia.
- Paula Maurice como Estríper morena.
- Marilyn Hanold como Peggy Howard.
- Bruce Brighton como Dr. Cortner
- Arny Freeman como Fotógrafo.
- Fred Martin como Asistente médico.
- Lola Mason como Donna Williams.
- Doris Brent como Enfermera.
- Bruce Kerr como Presentador de concurso de belleza.
- Audrey Devereal como Jeannie Reynolds.
- Eddie Carmel como Monstruo.
- Sammy Petrillo como Art.